# Steve Sobel
Steven David Sobel (* 24. Juli 1973 in Miami, Florida) ist ein US-amerikanischer Schauspieler und Filmproduzent.

## Leben
Steve Sobel ist bisher als Schauspieler und Filmproduzent in Erscheinung getreten. Als Schauspieler trat er hauptsächlich in einigen Fernsehserien auf, bevor er eine Nebenrolle als Kaptain Kazakhstan in der Filmparodie The Hungover Games erhielt. Diese Rolle ist an den Superhelden Captain America angelehnt.
Als Produzent war er u. a. für die Reality-Serien Tempation Island (2001) und Leah Remini: It's All Relative (seit 2014), sowie für die Fernsehserie G-Thing verantwortlich.
Sobel ist seit dem 4. Juni 2005 mit der Schauspielerin Marita de Lara verheiratet und Vater von zwei Kindern.

## Filmografie (Auswahl)
- 2002: Frauenpower (Fernsehserie, eine Episode)
- 2007: Wild Girls Gone
- 2014: The Hungover Games
- 2020: Westworld (eine Episode)
- 2023: Magnum P.I. (Episode 5x09)